# Український козак
Український козак — фронтова газета Української народної армії, яку видавало Польове відділення Міністерства преси та пропаганди УНР як щоденну. У газеті, зокрема, публікувалися списки загиблих козаків і старшин, інформація про селянські повстання проти більшовицької влади та Добровольчої армії А. Денікіна. Публікувалися вірші В. Сосюри під час його перебування у війську С. Петлюри.
Близько 80 номерів зберігається у Національній бібліотеки України імені В. І. Вернадського.